# Фиртен
Фиртен (њем. Fürthen) општина је у њемачкој савезној држави Рајна-Палатинат. Једно је од 119 општинских средишта округа Алтенкирхен (Вестервалд). Према процјени из 2010. у општини је живјело 1.227 становника. Посједује регионалну шифру (AGS) 7132038.

## Географски и демографски подаци
Фиртен се налази у савезној држави Рајна-Палатинат у округу Алтенкирхен (Вестервалд). Општина се налази на надморској висини од 160 метара. Површина општине износи 2,2 km². У самом мјесту је, према процјени из 2010. године, живјело 1.227 становника. Просјечна густина становништва износи 558 становника/km².